# ماها آسودوما
ماها آسودوما (به لاتین: Maha Aswedduma) یک منطقهٔ مسکونی در سری‌لانکا است که در استان مرکزی (سری‌لانکا) واقع شده‌است.